# NXT UK
NXT UK foi um programa de televisão de luta livre profissional produzido exclusivamente no Reino Unido pela promoção americana WWE. O programa foi transmitido pelo BT Sport e 5Action (anteriormente conhecido como Paramount Network). Nos Estados Unidos, o show estava disponível para transmissão ao vivo no Peacock, enquanto em outros países, era exibido na WWE Network. O programa apresentava competidores do WWE NXT. Foi oficialmente anunciado durante o Torneio pelo Campeonato do Reino Unido de 2018. O último episódio do programa foi transmitido em 1º de setembro de 2022, após o anúncio de que a marca NXT UK seria eventualmente substituída por um planejado NXT Europe.

## História
Em uma conferência de imprensa na O2 Arena em 15 de dezembro de 2016, Triple H revelou que haveria um torneio de 16 lutadores para coroar o primeiro campeão do WWE United Kingdom Championship. O torneio foi realizado em dois dias, em 14 e 15 de janeiro de 2017, e exibido exclusivamente no WWE Network. O campeonato foi destinado a ser o título topo de um novo show do WWE Network, produzido no Reino Unido (o show e sua data de estréia ainda não haviam sido revelados pela WWE na época). Tyler Bate ganhou o torneio inaugural para se tornar o primeiro campeão.
Em 19 de maio de 2017, a WWE realizou uma continuação do torneio do Campeonato do Reino Unido, intitulada United Kingdom Championship Special.
Em 7 de abril de 2018, um segundo evento do Campeonato do Reino Unido foi marcado para 18 e 19 de junho no Royal Albert Hall. Em 7 de junho, Johnny Saint foi nomeado gerente geral da marca da WWE situada no Reino Unido.
Em 18 de junho de 2018, foi anunciado que a marca da WWE no Reino Unido começaria a filmar um novo show intitulado NXT UK em julho de 2018, e que os campeonatos da divisão masculina, feminina e de duplas do programa seriam introduzidos. Em 11 de outubro de 2018, a WWE anunciou que em 17 de outubro de 2018, o NXT UK iria ao ar no WWE Network. Em outubro de 2019, o show mudou para as quintas-feiras.
A partir de 2 de janeiro de 2020, o NXT UK começou a ser transmitido pelo BT Sport. Em 21 de janeiro de 2020, foi anunciado que o programa também passaria a ser exibido pelo Paramount Network (atualmente conhecido como 5Action). Devido à pandemia de COVID-19, a produção do NXT UK foi suspensa em abril de 2020. O programa retornou ao ar em setembro de 2020, com a gravação sendo transferida para o estúdio do BT Sport.
Em 18 de agosto de 2022, a WWE anunciou que a marca NXT UK entraria em hiato em setembro e seria eventualmente relançada e rebatizada como NXT Europe. O último episódio do NXT UK foi transmitido em 1º de setembro.

## Episódios especiais
| Título do Episódio               | Data                    | Cidade                    | Local                 | Notas |
| -------------------------------- | ----------------------- | ------------------------- | --------------------- | --- |
| Episódio de estreia do NXT UK    | 17 de outubro de 2018   | Cambridge Corn Exchange   | Cambridge, Inglaterra | Primeiro episódio do programa. Contou com Pete Dunne (c) vs. Noam Dar pelo Campeonato do Reino Unido da WWE                                                  |
| Episódio 31 do NXT UK            | 20 de fevereiro de 2019 | Phoenix Convention Center | Phoenix, Arizona      | Primeiro episódio do NXT UK realizado fora do Reino Unido e nos Estados Unidos. Contou com Toni Storm (c) vs. Rhea Ripley pelo Campeonato Feminino do NXT UK |
| Melhor do NXT UK em 2019         | 26 de dezembro de 2019  | N/A                       | N/A                   | Episódio de recapitulação com todos os eventos do ano no NXT UK.                                                                                             |
| Rise of NXT UK                   | 9 de abril de 2020      | N/A                       | N/A                   | De abril de 2020 a setembro de 2020, o NXT UK foi produzido como um programa de clipes, devido à pandemia de COVID-19.                                       |
| Superstar Picks Semana 1         | 16 de abril de 2020     | N/A                       | N/A                   | De abril de 2020 a setembro de 2020, o NXT UK foi produzido como um programa de clipes, devido à pandemia de COVID-19.                                       |
| NXT UK's Most Brilliant Semana 1 | 23 de abril de 2020     | N/A                       | N/A                   | De abril de 2020 a setembro de 2020, o NXT UK foi produzido como um programa de clipes, devido à pandemia de COVID-19.                                       |
| Hidden Gems Semana 1             | 30 de abril de 2020     | N/A                       | N/A                   | De abril de 2020 a setembro de 2020, o NXT UK foi produzido como um programa de clipes, devido à pandemia de COVID-19.                                       |
| Imperium Dominates               | 7 de maio de 2020       | N/A                       | N/A                   | De abril de 2020 a setembro de 2020, o NXT UK foi produzido como um programa de clipes, devido à pandemia de COVID-19.                                       |
| Superstar Picks Semana 2         | 14 de maio de 2020      | N/A                       | N/A                   | De abril de 2020 a setembro de 2020, o NXT UK foi produzido como um programa de clipes, devido à pandemia de COVID-19.                                       |
| NXT UK's Most Brilliant Semana 2 | 21 de maio de 2020      | N/A                       | N/A                   | De abril de 2020 a setembro de 2020, o NXT UK foi produzido como um programa de clipes, devido à pandemia de COVID-19.                                       |
| Hidden Gems Semana 2             | 28 de maio de 2020      | N/A                       | N/A                   | De abril de 2020 a setembro de 2020, o NXT UK foi produzido como um programa de clipes, devido à pandemia de COVID-19.                                       |
| Gallus Boys On Top               | 4 de junho de 2020      | N/A                       | N/A                   | De abril de 2020 a setembro de 2020, o NXT UK foi produzido como um programa de clipes, devido à pandemia de COVID-19.                                       |
| Superstar Picks Semana 3         | 11 de junho de 2020     | N/A                       | N/A                   | De abril de 2020 a setembro de 2020, o NXT UK foi produzido como um programa de clipes, devido à pandemia de COVID-19.                                       |
| NXT UK's Most Brilliant Semana 3 | 18 de junho de 2020     | N/A                       | N/A                   | De abril de 2020 a setembro de 2020, o NXT UK foi produzido como um programa de clipes, devido à pandemia de COVID-19.                                       |
| Superstar Picks Semana 4         | 25 de junho de 2020     | N/A                       | N/A                   | De abril de 2020 a setembro de 2020, o NXT UK foi produzido como um programa de clipes, devido à pandemia de COVID-19.                                       |
| Superstar Picks Semana 5         | 2 de julho de 2020      | N/A                       | N/A                   | De abril de 2020 a setembro de 2020, o NXT UK foi produzido como um programa de clipes, devido à pandemia de COVID-19.                                       |
| Superstar Picks Semana 6         | 9 de julho de 2020      | N/A                       | N/A                   | De abril de 2020 a setembro de 2020, o NXT UK foi produzido como um programa de clipes, devido à pandemia de COVID-19.                                       |
| NXT UK's Greatest Hits Semana 1  | 16 de julho de 2020     | N/A                       | N/A                   | De abril de 2020 a setembro de 2020, o NXT UK foi produzido como um programa de clipes, devido à pandemia de COVID-19.                                       |
| NXT UK's Greatest Hits Semana 2  | 23 de julho de 2020     | N/A                       | N/A                   | De abril de 2020 a setembro de 2020, o NXT UK foi produzido como um programa de clipes, devido à pandemia de COVID-19.                                       |
| NXT UK's Greatest Hits Semana 3  | 30 de julho de 2020     | N/A                       | N/A                   | De abril de 2020 a setembro de 2020, o NXT UK foi produzido como um programa de clipes, devido à pandemia de COVID-19.                                       |
| NXT UK's Greatest Hits Semana 4  | 6 de agosto de 2020     | N/A                       | N/A                   | De abril de 2020 a setembro de 2020, o NXT UK foi produzido como um programa de clipes, devido à pandemia de COVID-19.                                       |
| Hidden Gems Semana 3             | 13 de agosto de 2020    | N/A                       | N/A                   | De abril de 2020 a setembro de 2020, o NXT UK foi produzido como um programa de clipes, devido à pandemia de COVID-19.                                       |
| Superstar Picks Semana 7         | 20 de agosto de 2020    | N/A                       | N/A                   | De abril de 2020 a setembro de 2020, o NXT UK foi produzido como um programa de clipes, devido à pandemia de COVID-19.                                       |
| Superstar Picks Semana 8         | 27 de agosto de 2020    | N/A                       | N/A                   | De abril de 2020 a setembro de 2020, o NXT UK foi produzido como um programa de clipes, devido à pandemia de COVID-19.                                       |
| The Champion And His Challenger  | 3 de setembro de 2020   | N/A                       | N/A                   | De abril de 2020 a setembro de 2020, o NXT UK foi produzido como um programa de clipes, devido à pandemia de COVID-19.                                       |
| History In The Making            | 10 de setembro de 2020  | N/A                       | N/A                   | De abril de 2020 a setembro de 2020, o NXT UK foi produzido como um programa de clipes, devido à pandemia de COVID-19.                                       |
| Episódio 113 do NXT UK           | 17 de setembro de 2020  | BT Sport Studios          | Londres, Inglaterra   | Primeiro episódio do NXT UK após a conclusão do formato de clipes da pandemia de COVID-19. Início da residência do NXT UK no BT Sport Studios.               |
| NXT UK Happy Holidays            | 24 de dezembro de 2020  | BT Sport Studios          | Londres, Inglaterra   | Episódio especial de véspera de Natal. Recapitulação de todos os eventos do ano no NXT UK.                                                                   |
| NXT UK Happy New Year            | 31 de dezembro de 2020  | BT Sport Studios          | Londres, Inglaterra   | Episódio especial de Ano Novo. Resumo de todos os eventos do ano no NXT UK.                                                                                  |
| NXT UK: Prelude                  | 8 de abril de 2021      | BT Sport Studios          | Londres, Inglaterra   | Episódio especial da Semana da WrestleMania. Contou com Walter (c) vs. Rampage Brown pelo Campeonato do Reino Unido do NXT                                   |
| NXT UK Happy Holidays            | 23 de dezembro de 2021  | BT Sport Studios          | Londres, Inglaterra   | Episódio especial de véspera de Natal. Recapitulação de todos os eventos do ano no NXT UK.                                                                   |
| NXT UK Happy New Year            | 30 de dezembro de 2021  | BT Sport Studios          | Londres, Inglaterra   | Episódio especial de Ano Novo. Resumo de todos os eventos do ano no NXT UK.                                                                                  |
| Último episódio do NXT UK        | 1 de setembro de 2022   | BT Sport Studios          | Londres, Inglaterra   | Episódio final do NXT UK. Contou com Tyler Bate x Trent Seven na final do torneio pelo Campeonato do Reino Unido do NXT                                      |

## Personalidades no ar

### Figuras de autoridade do NXT UK
| Figura de autoridade | Cargo                       | Data de início         | Data de término       | Notass |
| -------------------- | --------------------------- | ---------------------- | --------------------- | --- |
| Johnny Saint         | Gerente Geral               | 7 de junho de 2018     | 4 de setembro de 2022 | Foi nomeado gerente geral da marca NXT UK por Triple H no Torneio pelo Campeonato do Reino Unido de 2018. |
| Sid Scala            | Assistente do Gerente Geral | 12 de dezembro de 2018 | 1 de setembro de 2018 | |

### Comentaristas
| Comentaristas                    | Data de início         | Data de término       |
| -------------------------------- | ---------------------- | --------------------- |
| Vic Joseph e Nigel McGuinness    | 17 de outubro de 2018  | 12 de junho de 2019   |
| Vic Joseph e Nigel McGuinness    | 31 de julho de 2019    | 3 de outubro de 2019  |
| Vic Joseph e Aiden English       | 19 de junho de 2019    | 24 de julho de 2019   |
| Tom Phillips e Nigel McGuinness  | 10 de outubro de 2019  | 16 de janeiro de 2020 |
| Tom Phillips e Aiden English     | 23 de janeiro de 2020  | 5 de março de 2020    |
| Andy Shepherd e Nigel McGuinness | 12 de março de 2020    | Junho de 2020         |
| Andy Shepherd e Nigel McGuinness | 17 de setembro de 2020 | 1 de setembro de 2022 |

### Anunciadores de ringue
| Anunciador de ringue | Data de início          | Data de término         |
| -------------------- | ----------------------- | ----------------------- |
| Andy Shepherd        | 17 de outubro de 2018   | 5 de março de 2020      |
| Greg Hamilton        | 13 de fevereiro de 2019 | 20 de outubro de 2019   |
| Sarah Schreiber      | 20 de fevereiro de 2019 | 27 de fevereiro de 2019 |
| Francesca Brown      | 12 de março de 2020     | 10 de março de 2022     |
| Kirsty Bosley        | 14 de outubro de 2021   | 1 de setembro de 2022   |

### Entrevistadores de bastidores
| Entrevistador de bastidores | Data de início        | Data de término     |
| --------------------------- | --------------------- | ------------------- |
| Radzi Chinyanganya          | 17 de outubro de 2018 | 23 de abril de 2020 |
| Josiah Williams             | 12 de março de 2020   | 2 de abril de 2020  |